# Sansevieria Journal
Dracaena Sansevieria Journal (abreviado Sansevieria J.) es una revista con ilustraciones y descripciones botánicas que es editada en Reseda desde el año 1992. Dracaena Sansevieria
Ahora se la ha incluido en el gen de Dracaena debido a los estudios moleculares de su filogenia.